# Our Lips Are Sealed
Our Lips Are Sealed to piosenka napisana dla Go-Go przez Jane Wiedlin i Terry Hall. To był pierwszy utwór nagrany przez The Go-Go’s jako promujący singel albumu z 1981 roku Beauty and the Beat, był to ich pierwszy amerykański singel. W roku 2000, Rolling Stone Magazine nazwał piosenkę jedną z 100 Greatest Pop Songs (100 Największych Piosenek Popowych) wszech czasów.

## Cover Hilary i Haylie Duff
Amerykańska piosenkarka pop Hilary Duff nagrała cover "Our Lips Are Sealed" na potrzeby soundtracku do filmu Historia Kopciuszka z 2004 roku, w którym zagrała (zobacz: A Cinderella Story Soundtrack). Cover, nagrany w duecie z siostrą Duff Haylie Duff i wyprodukowanym przez Johna Shanksa, został wydany w Stanach Zjednoczonych w czerwcu 2004. Duff podczas wywiadu powiedziała, że jest zadowolona i dumna z coveru piosenki, szczególnie z powodu kojarzenia go z nią, jej siostrą i filmem Historia Kopciuszka. Wersja Acoustic piosenki sióstr została nieznacznie zmieniona przed wydaniem. Piosenka została później dołączona do albumu kompilacyjnego Hilary Duff Most Wanted (2005).
Teledysk do singla (reżyserowany przez Chrisa Applebauma) również został wydany w czerwcu 2004, pokazuje siostry jeżdżące samochodem po mieście, wraz z przerywnikami z filmu Historia Kopciuszka. Klip był popularny na kanale MTV w programie Total Request Live.

## Rankingi
| Ranking (1982) 1                          | Najwyższa pozycja |
| ----------------------------------------- | ----------------- |
| UK Singles Chart (Wielka Brytania)        | 47                |
| U.S. Club Play Singles (USA)              | 10                |
| U.S. Mainstream Rock (USA)                | 15                |
| U.S. Pop Singles (USA)                    | 20                |
| Ranking (2004) 2                          | Najwyższa pozycja |
| Bangkok Singles Chart (Bangkok)           | 2                 |
| Canadian Singles Chart (Kanada)           | 7                 |
| Mexico Singles Chart (Meksyk)             | 6                 |
| Australian ARIA Singles Chart (Australia) | 8                 |
| United World Chart (świat)                | 88                |

- 1 The Go-Go’s.
- 2 Hilary Duff i Haylie Duff.